# Odontea aristata
Odontea aristata är en flockblommig växtart som beskrevs av Jules Pierre Fourreau. Odontea aristata ingår i släktet Odontea och familjen flockblommiga växter. Inga underarter finns listade i Catalogue of Life.